# David Gill (astronomo)
David Gill (Aberdeen, 12 giugno 1843 – Londra, 24 gennaio 1914) è stato un astronomo britannico.

## Biografia
È noto per gli studi sulle misurazioni delle distanze astronomiche, sull'astrofotografia e sulla geodesia.
Dopo aver condotto i primi studi presso la Dollar Academy, iniziò gli studi universitari alla Aberdeen University, dove ebbe come insegnante James Clerk Maxwell.
Gli studi approfonditi e le ricerche sull'astronomia lo portarono a determinare la distanza del Sole utilizzando la parallasse di Marte perfezionando, in seguito, l'uso dell'Eliometro.

## Onorificenze
- Bruce Medal (1900)
- Gold Medal of the Royal Astronomical Society (1882 and 1908)
- James Craig Watson Medal (1899)
- Gli è stato dedicato l'asteroide 11761 Davidgill [4]